# Xabi San Martín
Xabier San Martin est l'un des musiciens (il est au clavier et fait les chœurs) du groupe espagnol La Oreja de Van Gogh.
Il est né le 20 mai 1977 à Saint-Sébastien en Espagne, pays basque. Il a un frère (Paul) qui joue aussi du clavier.
Il fut le dernier garçon à rejoindre la troupe d'Álvaro Fuentes. Il a commencé dans le groupe comme chanteur avant l'arrivée d'Amaia Montero.
Il compose une grande partie des morceaux de La Oreja de Van Gogh mais a collaboré aussi avec d'autre artistes comme Paulina Rubio  ou Sergio Rivero.